# Surrey-Sud—White Rock—Cloverdale
Surrey-Sud—White Rock—Cloverdale est une ancienne circonscription électorale fédérale canadienne de la Colombie-Britannique, représentée de 2004 à 2015.

## Circonscription fédérale
La circonscription se situait au sud-ouest de la Colombie-Britannique et représentait le nord-est de la ville de Surrey et White Rock.
Les circonscriptions limitrophes étaient Fleetwood—Port Kells, Langley et Newton—Delta-Nord.
Elle possédait une population de 111 756 personnes, dont 83 991 électeurs, sur une superficie de 153 km². 

## Résultats électoraux
|       | Candidat            | Parti        | # de voix | % des voix |
|       | (x) Russ Hiebert    | Conservateur | +31 990,  | 54,55 %    |
|       | Hardy Staub         | Libéral      | +09 775,  | 16,67 %    |
|       | Susan Keeping       | NPD          | +11 881,  | 20,26 %    |
|       | Larry Colero        | Vert         | +03 245,  | 5,53 %     |
|       | Mike Schouten       | Héritage     | +00429,   | 0,73 %     |
|       | Brian Marlatt       | Progressiste | +00228,   | 0,39 %     |
|       | Kevin Peter Donohoe | Indépendant  | +00152,   | 0,26 %     |
|       | David Hawkins       | Indépendant  | +00189,   | 0,32 %     |
|       | Aart Looye          | Indépendant  | +00753,   | 1,28 %     |
| Total | Total               | Total        | 58 642    | 100 %      |

|       | Candidat          | Parti        | # de voix | % des voix |
|       | (x) Russ Hiebert  | Conservateur | +31 216,  | 56,65 %    |
|       | Judy Higginbotham | Libéral      | +11 515,  | 20,9 %     |
|       | Peter Prontzos    | NPD          | +07 146,  | 12,97 %    |
|       | David Blair       | Vert         | +04 951,  | 8,99 %     |
|       | Brian Marlatt     | Progressiste | +00273,   | 0,5 %      |
| Total | Total             | Total        | 55 101    | 100 %      |

## Historique
La circonscription est initialement créée en 2003 à partir de Surrey-Centre et Surrey-Sud—White Rock—Langley. Abolie lors du redécoupage de 2012, elle est redistribuée parmi Surrey-Sud—White Rock et Cloverdale—Langley City.
1. 2004-2015 — Russ Hiebert, PCC

- PCC = Parti conservateur du Canada

1. ↑  Élections Canada.